# Grea
Grea (en grec, Γραία) és un topònim que apareix al Catàleg de les naus, de la Ilíada, referit a una de les ciutats de Beòcia de les que va sortir el contingent dels beocis que es dirigiren cap a Troia. Segons Pausànias, Grea era el nom antic de Tànagra. Del nom dels habitants de Grea que colonitzaren el sud d'Itàlia deriva el gentilici Graii o Grai i Graeci, en català grecs, nom amb el qual els romans colonitzaren els hel·lens.